# 防城故城遗址
防城故城遗址，位于山东省临沂市费县方城镇古城里村，是中华人民共和国山东省文物保护单位之一。
2006年12月7日，授予山东省文物保护单位，是一座古遗址。